# فأر الهاوسا
فأر الهاوسا (الاسم العلمي: Mus haussa) (بالإنجليزية: Hausa Mouse)‏ هو نوع من الحيوانات يتبع جنس الفأر من الفصيلة الفأرية.